# 县级镇
县级镇，是指中华人民共和国民政部地名管理部门正式承认、列入行政区划统计手册的为县级行政区的镇。

## 历史
中华人民共和国建国初期，存在的相当多的县级镇。1949年华北人民政府通令：除已确定的华北直辖市、省直辖市外，其余各专辖市、县辖市一概取消，改称镇或城关区，由专署或县领导。四万人口以上设甲等镇。1949年，全国有16个县级镇，其中河北省有10个，平原省5个，绥远省1个，具体名称不详。1952年，全国有14个县级镇，河北省10个，山西省1个，广东省1个，绥远省2个。1956年，全国还有两个县级镇：黄州镇、畹町镇。1985年后，不存在这样的镇。
- 河北省
  - 邯郸镇：1949年，邯郸市改为邯郸镇，由邯郸专署领导。以邯郸县城区为其行政区域。1952年河北省政府转中央人民政府政务院批准：邯郸镇改为邯郸市，仍由邯郸专署领导。
  - 临清镇：1949年11月，临清市改为临清镇。1952年10月24日，临清县、临清镇自河北省划归山东省，属德州专区。1952年12月19日改属聊城专区。1954年7月9日临清镇撤销，复置临清市 （省辖，由聊城专署代管）。
  - 邢台镇：1949年11月1日撤销邢台市，设立邢台镇（县级）。1953年改设省辖邢台市。
  - 辛集镇：1949年10月26日设立，以束鹿县旧城市（县辖市）为其行政区域。1953年改设县辖镇并入束鹿县。
  - 通县镇：以通县城关为其行政区域。为通县专区驻地。1953年11月撤销通县镇，改设省辖通州市，由通县专区代管，仍为通县专区驻地，与通县同属通县专区。1958年3月7日，通县、通州市划归北京市。
  - 胜芳镇：1948年11月16日，冀中十分区部队再攻胜芳，胜芳第六次解放。1948年12月，胜芳从胜霸县划出，设立为专区辖镇，镇委书记赵克，镇长闫国英。1953年改为县辖镇并入霸县。
  - 杨柳青镇：1949年从天津县划出为县级镇，隶属于天津专区。1953年改为县辖镇并入静海县。
  - 汉沽镇：汉沽镇民国时期属宁河县，1949年设汉沽特别区（县级），改属天津专区，同年改设为县级汉沽镇。1953年，汉沽镇改设为县级汉沽市
  - 沧镇：1949年8月撤销沧市（县级），设立沧镇。1953年改为县辖镇并入沧县。
  - 泊镇：1953年改设省辖泊头市。
- 绥远省
  - 平地泉镇：1952年析集宁县城关区设置县级平地泉镇。1956年撤销，改设集宁市。
  - 陕坝镇：1943年太安镇更名陕坝市。1949年改为陕坝镇(县级)。1953年起为杭锦后旗治所。1958年降为县属镇。
- 山西省
  - 运城镇：1950年由安邑县属运城镇升设(县级)运城镇，治今山西省运城市。经国务院批准，1955年10月22日山西省决定撤销相当于县级建制的运城镇，改设为区级建制的运城镇,将其行政区域划归安邑县领导。。[1]
- 福建省
  - 集美镇：1953年11月同安县第三区集美乡划入厦门市，更名集美镇。1957年4月，集美镇划入新成立的厦门市郊区，为郊区人民政府驻地。
- 广东省
  - 三埠镇：1949年11月划出开平县第八区（长沙）、台山县的新昌、获海三埠及开平之长沙东、西乡与台山之勒冲、旺北、石海、南山、三围、思始、迳头等乡设立三埠镇（县级镇建制）。1952年5月，三埠镇与开平县合并。1952年7月11日，开平县人民政府从赤坎迁至三埠镇，自此，三埠为开平县城。
- 河南省
  - 驻马店镇：1949年初，驻马店解放；1949年3月改确山县驻马店镇为县级驻马店市，为确山专区专署驻地。1949年8月确山专区迁驻信阳，合并了潢川专区。1952年6月10日中南军政委员会决定撤销驻马店市，改为驻马店镇，划归确山县领导。1953年7月9日河南省人民政府决定，将驻马店镇改为省辖镇，委托信阳专署领导。1953年11月21日中央人民政府内务部指示，驻马店由省辖镇改为省辖市，仍委托信阳专署领导。1958年4月5日国务院决定撤销驻马店市，改为县辖镇，划归确山县领导。1965年5月16日国务院批准增设驻马店专员公署，辖确山、汝南、平舆、新蔡、上蔡、西平、遂平、正阳、泌阳9县及驻马店镇，专员公署驻驻马店镇。省委口头指示，驻马店为专辖镇(为经中央批准)。1980年9月26日，经国务院批准驻马店镇升为县级市。
  - 周口镇：1948年之前，周口镇由淮阳、商水两县分治。1948年1月17日成立周口市人民政府，属淮阳行政专员公署管辖。1952年8月28日撤销周口市，改为周口镇，归商水县管辖（属许昌专区）。1952年11月10日，恢复周口市，仍属许昌地区。1958年4月7日，再次撤销周口市，改为周口镇，重归商水县管辖。1965年7月1日，周口地区行政公署正式成立，治所设在周口镇。1965年11月25日，周口镇改为县级建制专辖镇。1980年9月26日，经国务院批准，周口镇升为县级市。
- 湖北省：
  - 黄州镇：1952年7月，设立县级黄州镇（现黄州市区前身），由黄冈专区辖且为专区行署驻地。黄冈县驻团风镇。1954年长江特大洪水吧黄冈县治团风镇毁坏，1955年黄冈县治迁黄州镇，黄州镇复归黄冈县。
  - 武穴镇：1951析黄梅县设，属黄冈专区，1953仍并入黄梅县
  - 襄樊镇：1952由襄樊市(县级)改设，为襄阳专区驻地，1953仍为襄樊市(县级)
- 内蒙古自治区
  - 二连浩特镇：1957年4月3日，锡林郭勒盟行政公署决定成立并设二连镇，隶属苏尼特右旗。1957年7月14日，二连镇升格为旗县级，于“二连”加缀“浩特”（蒙语意为城市），属锡林郭勒盟。1966年1月设市。
- 云南省
  - 畹町镇：1952年12月6日，经政务院批准，畹町镇由潞西县划出，升格为县级镇，属保山专区。1955年，畹町镇划归德宏傣族景颇族自治区（1956年德宏傣族景颇族自治区改为德宏傣族景颇族自治州[2]）。1984年7月，畹町镇政府向州政府提出将县级镇改为县级市的请示。1985年1月31日国务院批复，同意云南省政府《关于将畹町改为县级市的请示》，设立畹町市（县级），以原畹町镇的行政区域为畹町市的行政区域。[3]
- 辽宁省
  - 朝阳镇：1964析朝阳县设，为朝阳专区驻地，1969仍并入朝阳县
- 黑龙江省
  - 伊春镇：1965撤消伊新区，以部分区域设，为伊春特区驻地，1967改设伊春区，仍为伊春市驻地
- 广西壮族自治区
  - 凭祥镇：1955析宁明县设，属桂西僮族自治区(地级)，1956改设凭祥市(县级)